# Денніс Хаджикадунич
Денніс Хаджикадунич(сербохорв. Dennis Hadžikadunić, нар. 9 липня 1998, Мальме, Швеція) — боснійський футболіст, центральний захисник російського клубу «Ростов» і збірної Боснії і Герцеговини. На умовах оренди виступає за клуб Другої Бундесліги «Гамбург».

## Клубна кар'єра

### «Мальме»
З 2012 року Денніс Хаджикадунич займався футболом у структурі шведського клубу «Мальме», де він починав грати у молодіжних командах. З 2016 року він почав тренуватися з першою командою клубу. Але закріпитися в основі захисник так і не зумів і 2018 рік він провів на правах оренди у клубі «Треллеборг».

### «Ростов»
Влітку 2018 року Хаджикадунич підписав контракт з російським «Ростовом». Тільки за два роки футболіст зумів відзначитися у складі ростовців забитим голом. Свій перший гол Хаджикадунич забив у липні 2020 року у ворота «Уфи».

## Міжнародна кар'єра

### Швеція
Народжений у Швеції, Денніс Хаджикадунич має подвійне громадянство. І з 2014 року він грав за юнацькі та молодіжну збірну Швеції.

### Боснія і Герцеговина
У 2020 році футболіст вирішив виступати за національну збірну Боснії і Герцеговини. Дебют футболіста у збірній відбувся у жовтні у матчі Ліги націй проти збірної Нідерландів.

## Титули і досягнення
- Чемпіон Швеції (2):

«Мальме»: 2016, 2017
- Володар Кубка Швеції (1):

«Мальме»: 2021-22